# Физическое моделирование звука
Физическое моделирование звука — совокупность методов синтеза звука, в которых форма волны генерируемого звука вычисляется при помощи математической модели, состоящей из набора уравнений и алгоритмов для симуляции физического источника звука, обычно музыкального инструмента. Такая модель состоит из (возможно упрощённых) законов физики, определяющих способ получения звука, и обычно содержит несколько параметров, одни из которых описывают физические свойства материалов и размеры инструмента, другие – изменяются со временем и описывают взаимодействие исполнителя с инструментом (технику исполнения).
Например, для моделирования звука барабана, нужна формула, описывающая передачу энергии от барабанной палочки двумерной мембране. Далее, свойства мембраны (распределение массы, жёсткость, и.т.д.), резонирование звука в цилиндрическом корпусе барабана, граничные условия (упругий удар мембраны о корпус барабана) регулируют движение мембраны во времени и определяют итоговую форму звуковой волны.
Похожие стадии моделирования будут и для таких инструментов, как скрипка, хотя начальное возбуждение системы в этом случае будет регулироваться характером скольжения смычка по струне, шириной смычка, резонансом и демпфированием струн, передачей вибраций струны через мост, и, наконец, резонансом корпуса скрипки.
Хотя физическое моделирование не было новым направлением в акустике и синтезе, а метод конечных разностей использовался для решения волнового уравнения Хиллером и Руисом в 1971 году, данный метод не был широко распространён вплоть до изобретения алгоритма Карплуса-Стронга. Затем алгоритм был улучшен и обобщён Джулиусом О. Смитом до вычислительно эффективного метода цифрового волновода, что привело к мощному развитию цифровой обработки сигналов в конце 1980-х и к удешевлению коммерческих реализаций.
Yamaha подписала контракт со Стенфордским университетом в 1989 для совместной разработки метода цифровых волноводов, и с тех пор большинство патентов в этой области принадлежат им.
Первым коммерчески доступным синтезатором с реализацией физического моделирования звука стал Yamaha VL1, выпущенный в 1994 году.
В то время как эффективность синтеза методом цифровых волноводом сделала физическое моделирование доступным для обычного аппаратного обеспечения для обработки сигналов, реалистичная эмуляция физических инструментов зачастую требует использования нелинейных элементов. В этих случаях цифровые волноводы часто совмещают с методом конечных разностей во временной области, методом конечных элементов или цифровыми волновыми фильтрами, увеличивая таким образом вычислительную сложность модели.

## Технологии физического моделирования звука
Примеры методов физического моделирования звука:
- Алгоритм Карплуса-Стронга
- Цифровой волновод
- Физические сети взаимодействующих масс
- Формантный синтез

## Виртуальные инструменты
- Tension, Electric, Collision, Corpus – входят в состав Ableton Live Suite
- Ultrabeat, EVP88, EVB3, EVD6, Sculpture – входят в состав Logic Pro
- Native Instruments Reaktor
- Cycling '74 * ChucK (ModalBar, Brass, Bowed, Flute, Mandolin, Sitar, Shakers и другие модули физической генерации звука)
- SuperCollider
- IRCAM Modalys
- Modartt Pianoteq – пианино
- AAS String Studio VS-2 – гитары, бас-гитары, арфы, смычковые и ударные инструменты
- AAS Chromaphone
- AAS Tassman - модульная среда физического синтеза звука
- Arturia BRASS – труба, тромбон и саксофон
- Keolab Spicy Guitar – акустические гитары
- Kong Drum Designer – в составе Propellerhead Reason – барабаны
- Yamaha S-YXG100 + VL и S-YXG1000 + PolyVL (второй выпускался только в Японии). Данные инструменты были в основном программными эквивалентами аппаратных MIDI-синтезаторов карт DS-XG / чипсетов YMF, упомянутых в следующей секции. PolyVL имел восьмиголосную полифонию для физического моделирования, в то время как VL (и все аппаратные синтезаторы Yamaha VL) имели только один голос (оригинальный VL-1 имел два голоса). Поскольку для поддержки VL на чипсетах DX-XG требовались драйверы .VxD, синтезатор работал только на не-NT версиях Windows (9# и ME), и не работал на NT, 2000, XP и последующих. Yamaha с тех пор прекратила производство данных синтезаторов.
- Image-Line Sakura
- Madrona Labs Kaivo

## Аппаратные синтезаторы
- Korg OASYS и Korg Kronos – STR-1 Plucked string
- Korg OASYS PCI
- Korg Prophecy
- Korg SOLO-TRI (плата расширения для Trinity с движком синтеза Prophecy)
- Korg Z1
- Korg MOSS-TRI (плата расширения для Trinity с движком синтеза Z1) и EXB-MOSS (пультитембральная плата расширения для Triton и рабочей станции KARMA с движком синтеза Z1)
- Yamaha VL1, VP1 и VL7
- Yamaha VL70m, PLG-100VL и 150VL (VL70m в виде подключаемой карты, которую возможно установить в несколько моделей клавиатур Yamaha, модули тона и высококачественная MIDI-карта для персонального компьютера SW1000XG)
- Yamaha EX5, EX5R
- Technics WSA1/WSA1R
- Clavia Nord Modular G2
- Alesis Fusion
- Roland V-Piano
- Pianoid
- Physis Unico
- Physis Piano (произведено в Италии, сенсорный пользовательский интерфейс)
- Hartmann Neuron и Neuron VS
- Mungo p0 p0 (перкуссионный модуль Eurorack)
- Mutable Instruments Elements  (модуль Eurorack)
- KeyboardPartner HX3 HX3 Hammond synthesizer (также известный как «HOAX» - Hammond On A Xilinx chip)

While not purely a hardware synth, the DS-XG sound cards based on the Yamaha YMF-7#4 family of audio chipsets (including 724, 744, 754, and 764), including the Yamaha WaveForce 192 (SW192XG) as well as many from other manufacturers and even some PC motherboards with such an audio chipset, included hardware-assisted software VL physical modelling (like a VL70m or PLG-VL, and compatible with same) along with the Yamaha XG, wave audio, and 3D gaming sound capabilities of the chipset. Unfortunately, only the VxD (Virtual Device Drivers) drivers for pre-NT kernel versions of Windows (3.x, 9#, and ME) support the physical modelling feature. Neither the WDM (Windows Device Model) drivers for Windows 98, 98SE, nor ME, nor any driver for any NT-kernel version of Windows (NT, 2000, XP, Vista, Windows 2003 Server, Windows 7, Windows 2008 Server, nor likely any future OSes) support this, nor can they due to OS limitations. Those OSes do support the other features of the card, though.
In their prime, the DS-XG sound cards were easily the most affordable way of obtaining genuine VL technology for anyone who already had a Windows 3.x, 9#, or ME PC. Such cards could be had brand new for as low as $12 USD (YMF-724 versions). But since they were not fully compatible with the AC-97 and later AC-98 standards, these chipsets faded from the market and have not been manufactured by Yamaha in nearly a decade.
Technics WSA1 and its rackmounted counterpart WSA1R was Technics' first and only try at high-end synthesizers. It featured 64 voices of polyphony with a combination of sample playback (for initial transients) and DSP acoustic modelling. Technics WSA1 was launched in 1995, but the musical community did not have enough confidence in Technics to buy a $5000 hardware synth. Only about 600 keyboards and 300 rack models were ever made, and most were sold at highly discounted prices.
Various Roland synth models (V-Synth, V-Combo, XV-5080, Fantom, etc.), use a technology called COSM ("Composite Object Sound Modeling") which uses physical modeling techniques to more accurately replicate guitars, brass and other instruments. COSM has been superseded by "SuperNatural", which is also based on physical modeling techniques. Introduced first in 2008 as part of the ARX expansion boards for Fantom hardware synthesizers, "SuperNatural" modeling is used in Roland's V-Drums (TD-30, TD-15, TD-11), V-Accordions (FR-7, FR-8) and various synth models (Jupiter 80, Integra 7, FA-08, JD-Xi, etc.)

## Внешние ссылки
- Julius. O Smith III's A Basic Introduction to Digital Waveguide Synthesis
- Music synthesis approaches sound quality of real instruments — Stanford University's 1994 news release
- Audities Foundation Yamaha VL-1
- SoundSynthesis project
- Virtual Violin using finite elements by Christian Geiger und Michael Schreiner (including sound samples)
- ACROE Physical modelling Sound Library
- Physical Modeling on the Nord Modular G2
- NUSofting - Innovative physical modelling VST/AU instruments for computer musicians
- Pianoid Архивная копия от 11 сентября 2019 на Wayback Machine - Pianoid, a piano emulating synthesizer
- Acoustic Alchemy - 1995 Review of Technics WSA1 hardware synthesizer.
- Roland Jupiter-80 - 2011 Review of Roland Jupiter-80 hardware synthesizer.
- Roland TD-30 - 2012 Review of Roland TD-30 V-Drums module.
- Roland Integra-7 - 2013 Review of Roland Integra-7 hardware rack module.
- Roland FA-08 - 2014 Review of Roland FA-08 hardware synthesizer.
- Fantoms go SuperNatural - 2008 Article about the introduction of Roland's "SuperNatural" physical modeling technology as part of ARX expansion boards for Fantom hardware synthesizers.
- SuperNATURAL and Behavior Modeling - Tech Brief about "SuperNatural" modeling technology (illustrated via examples from Roland's Jupiter-80 hardware synth), taken from Rolandus.com.
- www.gersic.com:Physical Modeling Synthesis
- Physical Modelling in Digital Organs Архивная копия от 25 мая 2016 на Wayback Machine
- Physical Audio - Next generation physical modelling synthesis using time-stepping finite difference method. Realtime synthesis plugins.